# Geschwister-Scholl-Gymnasium Sondershausen
Das Geschwister-Scholl-Gymnasium befindet sich im Zentrum der Kreisstadt Sondershausen im Kyffhäuserkreis. Das Hauptgebäude (Haus I) steht in der Güntherstraße. Der im Stil des Historismus gehaltene Gebäudekomplex gehört zu den eindrucksvollsten der Region.

## Namensgebung
Seit Herbst 1949 trägt die Sondershäuser Oberschule mit Unterbrechung den Namen „Geschwister Scholl“.
Dieser Name verweist auf die humanistischen Ideale der Helden der „Weißen Rose“, Hans und Sophie Scholl, die als Studenten an der Universität München die Widerstandsgruppe gegen das NS-Regime bildeten und 1943 im Alter von nur 25 und 22 Jahren dafür hingerichtet wurden. Achtung der Menschenrechte, Zivilcourage und Verantwortungsgefühl sind hierbei als Eigenschaften zu sehen, die in der heutigen Gesellschaft nicht untergehen dürfen und das soll die Schule im Namen der Geschwister Scholl auch nach außen repräsentieren.

## Geschichte
Die Schulgeschichte in Sondershausen begann recht früh. Bereits im 16. Jahrhundert gab es gräflich gestützte Einrichtungen. Am 4. Mai 1829 öffnete das hiesige Gymnasium erstmals seine Pforten. Es befand sich zu jener Zeit in der Pfarrstraße. Doch bereits in der Mitte des 19. Jahrhunderts mangelte es durch die stetig wachsende Schülerzahl an Raum. Zudem wurde auch das Fehlen einer Aula beklagt.
Im Jahr 1874 wurden in diesem Zusammenhang erstmals ein Neubau und dessen Vorbereitungen erwähnt. Die Regierung verfasste 1875 eine Denkschrift über einen Schulneubau für den Landtag, der tatsächlich die notwendigen Mittel bewilligte. Diese stammten aus dem Schwarzburgischen Anteil der französischen Reparationszahlungen nach dem siegreichen Deutsch-Französischen Krieg.
Im Jahre 1876 kaufte der Staat das Baugrundstück. Der Entwurf stammt von dem Architekten Carl Frühling (1839–1912), fürstlicher Baurat in Wernigerode. Die Bauleitung übertrug man Baurat Bleichrodt mit dem Baumeister Unbehaun und dem Bauführer Köst. Die Baukosten beliefen sich auf 360.000 Mark.
Am 17. Oktober 1881 erfolgte die Übergabe des Gymnasiums und der Realschule. Die hinter dem Schulgebäude errichtete Turnhalle in Fachwerkbauweise wurde am 25. November 1888 mit einer Ansprache des Direktors eingeweiht. Nach 53-jähriger Tätigkeit schied Direktor Wilhelm Kieser 1889 aus dem Kollegium aus. Er war Geheimer Schulrat, Abgeordneter im Landtag des Fürstentums Schwarzburg-Sondershausen und Träger des Schwarzburgischen Ehrenkreuzes I. Klasse.
Zunächst waren Gymnasium und Realschule in einem Gebäude untergebracht. 1911 wurden erstmals auch Mädchen in den oberen Klassen zugelassen.
Der Sedantag wurde 1910 erstmals auf dem Possen feierlich begangen, woraus in der Folgezeit die Tradition des „Possenfestes“ entstand.
Im Dritten Reich wurde das nationalistische und nationalsozialistische Gedankengut gefördert. Viele Lehrer wurden Mitglieder der NSDAP, Sympathisanten oder Mitläufer im System. Einige jedoch ließen sich nicht einfach „gleichschalten“. Sie wurden mit Repressalien, Unterrichtsverbot oder sogar Zuchthaus bestraft.
Nach Kriegsende wurden konsequent sämtliche, politisch rechts gesinnte Lehrkräfte aus dem Schuldienst entlassen. Das waren in Sondershausen mehr als 50 % der Oberschullehrer. Um die entstandenen Lücken zu schließen, wurden sogenannte Neulehrer und Oberschulhelfer eingestellt. Dabei handelte es sich bei den Erstgenannten um Kräfte aus unterschiedlichen Berufsgruppen, die kurzfristig „umgeschult“ wurden. Letztere waren Abiturienten, die nach einem Kurzlehrgang als Hilfslehrkräfte provisorisch eingesetzt wurden und die durch ein Fernstudium eine angemessene Qualifizierung nachholen sollten.
Im Zuge der Schulreform 1955/1956 in der DDR entstanden die sogenannten Polytechnischen Oberschulen (POS) und Erweiterten Oberschulen (EOS), was 1962 auch in Sondershausen umgesetzt wurde.
Eine Generalsanierung bzw. Restaurierung erfolgte von der Planung bis zur Fertigstellung zwischen 1993 und 1998. Daran waren 59 Unternehmen beteiligt. Es entstanden 30 neue Unterrichtsräume, Fachkabinette mit Vorbereitungsräumen und sanitäre Anlagen. Insgesamt wurden über 80 verschiedene Farben bzw. Farbnuancen für die Restaurierung verwendet, um dem historischen Gebäude seine originale Ausstrahlung wieder zu geben. Die Kosten beliefen sich auf etwa 14 Millionen Mark.

### Entwicklung
- 1876–1908: „Fürstliches Gymnasium und Realschule“ = „Fürst-Günther-Schule“
- 1908–1918: „Fürstliches Gymnasium (und Realgymnasium) zu Sondershausen“
- 1918–1928: „Gymnasium und Oberrealschule Sondershausen“
- ab 1928: Umgestaltung zum Reformgymnasium
- 1947–1962: „Oberschule Sondershausen“, ab 1949 Oberschule „Geschwister Scholl“ Sondershausen
- 1962–1989: Erweiterte Oberschule (EOS) und Polytechnische Oberschule (POS) „Geschwister Scholl“ Sondershausen
- 1990–1991: „Gymnasium Geschwister Scholl Sondershausen“
- 1991–1995: Aufspaltung in Staatliches Gymnasium „Geschwister Scholl“ Sondershausen (sprachliches Gymnasium) und staatliches Gymnasium „Prof. Dr. Irmisch“ Sondershausen (naturwissenschaftliches Gymnasium)
- 1996: Vereinigung beider Gymnasien zu: „Staatliches Gymnasium Sondershausen“
- 1998: Namensverleihung: „Geschwister Scholl“

## Gestaltung
Das Schulgebäude ist im Stil des Historismus gehalten. Man gestaltete die Fassade neogotisch und die Aula neoromanisch. Letztere ist dem Sängersaal auf der Wartburg nachempfunden. In seiner imposanten Erscheinung und Repräsentanz spiegelt das Gebäude die Macht und den Wohlstand des damaligen Fürstentums Schwarzburg-Sondershausen wider.
Das Gebäude setzt sich aus einem Mittelbau, in dessen 2. Obergeschoss sich die Aula befindet, und zwei Seitenflügeln mit den sanitären Anlagen zusammen. Der Komplex ist 55 m lang, an den Seitenflügeln 33 m tief und 24 m hoch. Die Fassade besteht aus gehauenem einheimischen Kalkstein.

### Fassade

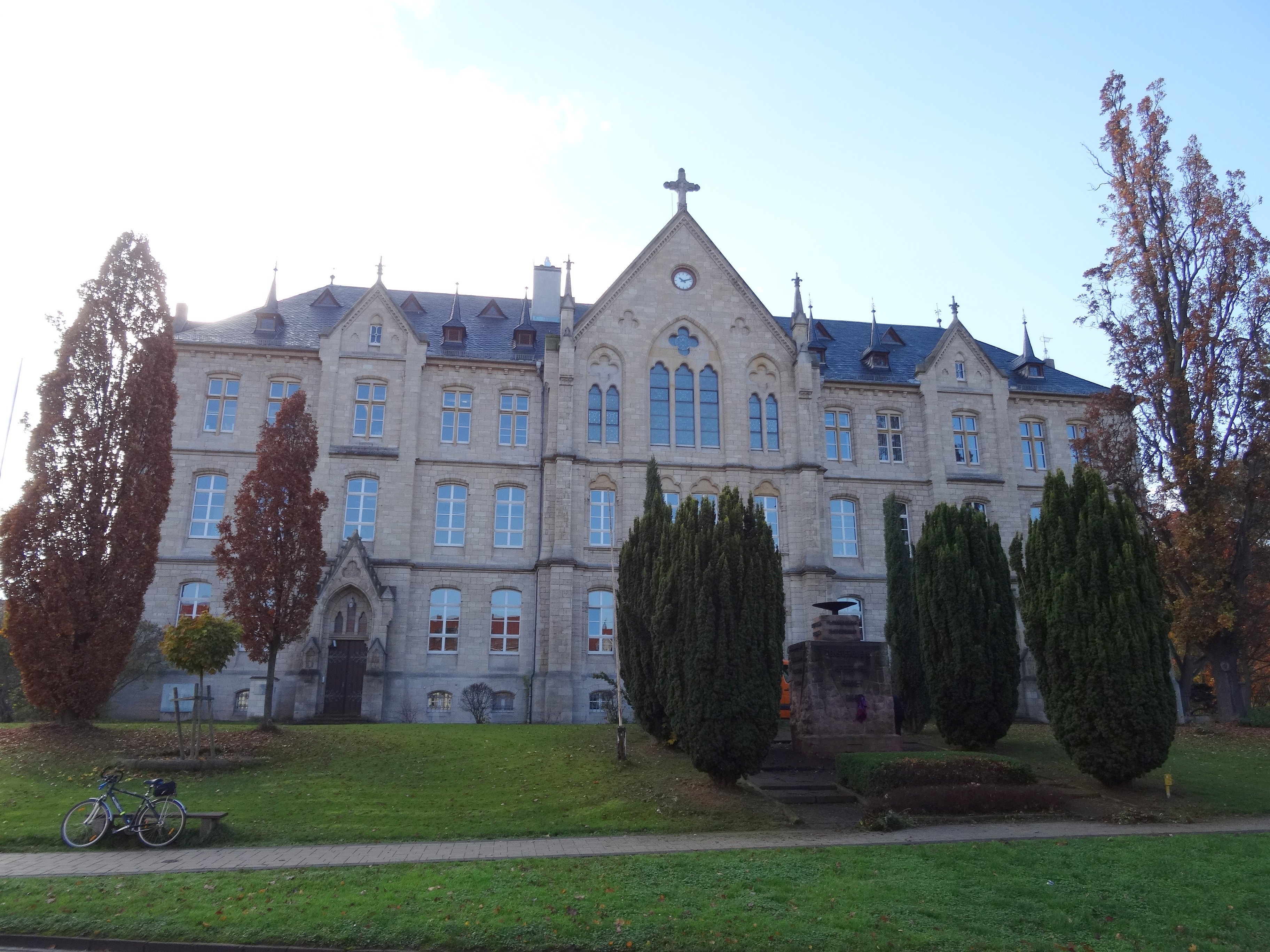
Ehem. Fürstliches Gymnasium zu Sondershausen

Zu den Elementen der reich verzierten, neogotischen Fassade gehören Gesimse, Strebepfeiler, Pilaster, Halbsäulen, kompliziert gestaltete Kapitelle, aufgesetzte Fialen mit Maßwerk, gotisierende Gruppenfenster mit zum Teil Kleeblattbögen, frühgotische Rundbogenfenster und reich verzierte Giebel mit einem Kreuz auf dem Mittelbau. Des Weiteren dominieren die drei großen neogotischen, farbenfroh verglasten Maßwerk-Fenster, hinter denen sich die Aula befindet.
Die symmetrisch abgestimmten Portale zur Straßenseite haben jeweils einen reich verzierten Giebel mit Maßwerk. Das Tympanon enthält drei Mosaikfenster, die mit einem Kleeblattbogen nach oben hin abschließen. Sie deuten stark vereinfacht auf eine Kreuzigungsszene hin.

### Die Aula

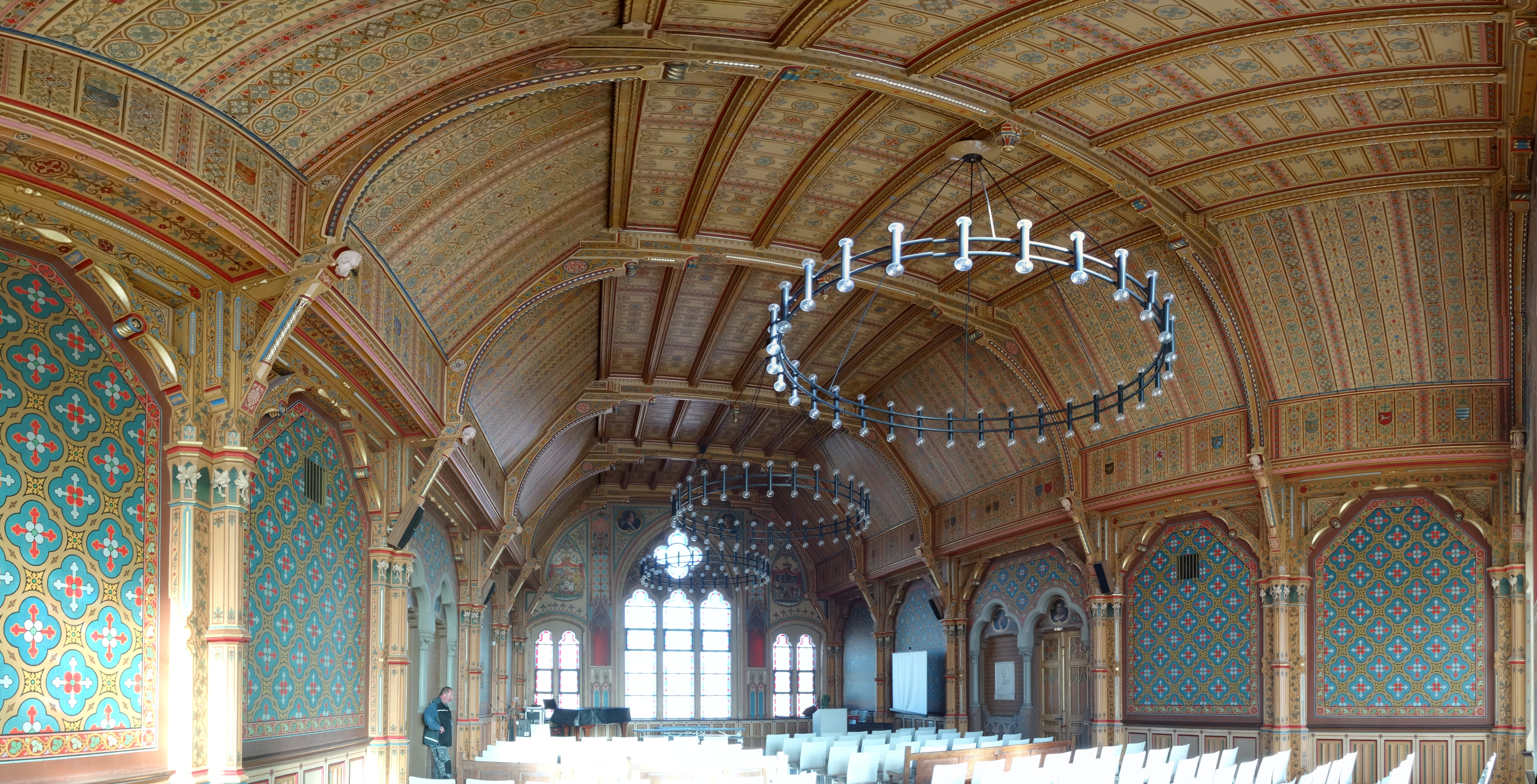
Aula des Gymnasiums nach dem Vorbild des Sängersaals der Wartburg

Die Aula stellt den größten geschlossenen, repräsentativen Innenraum der Schule dar. Sie ist 18 m lang, 10 m breit und 8 m hoch und wurde einst für ca. 600 Personen konzipiert. Heute jedoch sind nur noch ca. 200 vorgesehen.
Die originale Bleiverglasung wurde vermutlich im Zweiten Weltkrieg beschädigt und gegen eine neue ausgetauscht, die Spruchbänder mit Zitaten von Johann Wolfgang von Goethe enthielt. Seit der Restaurierung 1998 sind wahrscheinlich originalgetreuere Verglasungen mit stilisierten Blumen eingefügt worden.
Die Wände sind mit farbenfrohen Ornamenten geschmückt, daran liegen in regelmäßigen Abständen hölzerne Halbsäulen mit Blüten-, Spitz- und Kleeblattformen verzierte Kapitelle an, die die fein gestaltete Holzdecke stützen. Darauf sind diverse Wappen aufgemalt. Die Querbalken der Decke ragen mit den Enden mit plastischen Porträts von Persönlichkeiten des fürstlichen Hauses aus der Wand hervor.
Zur Erinnerung an den ersten Direktor des neuen Gymnasiums, Wilhelm Kieser, wurde zu dessen 100. Geburtstag 1911 an der Aula-Seitenwand das Marmorbild des Lehrers mit der Inschrift „non omnis moriar“ von Max Klinger enthüllt.
Farblich wird der Raum vom dunklen Holz, von den kräftigen Rot-, Grün- und Blautönen der Zierelemente und vereinzelten Vergoldungen bestimmt.

## Direktoren des Gymnasiums seit 1881

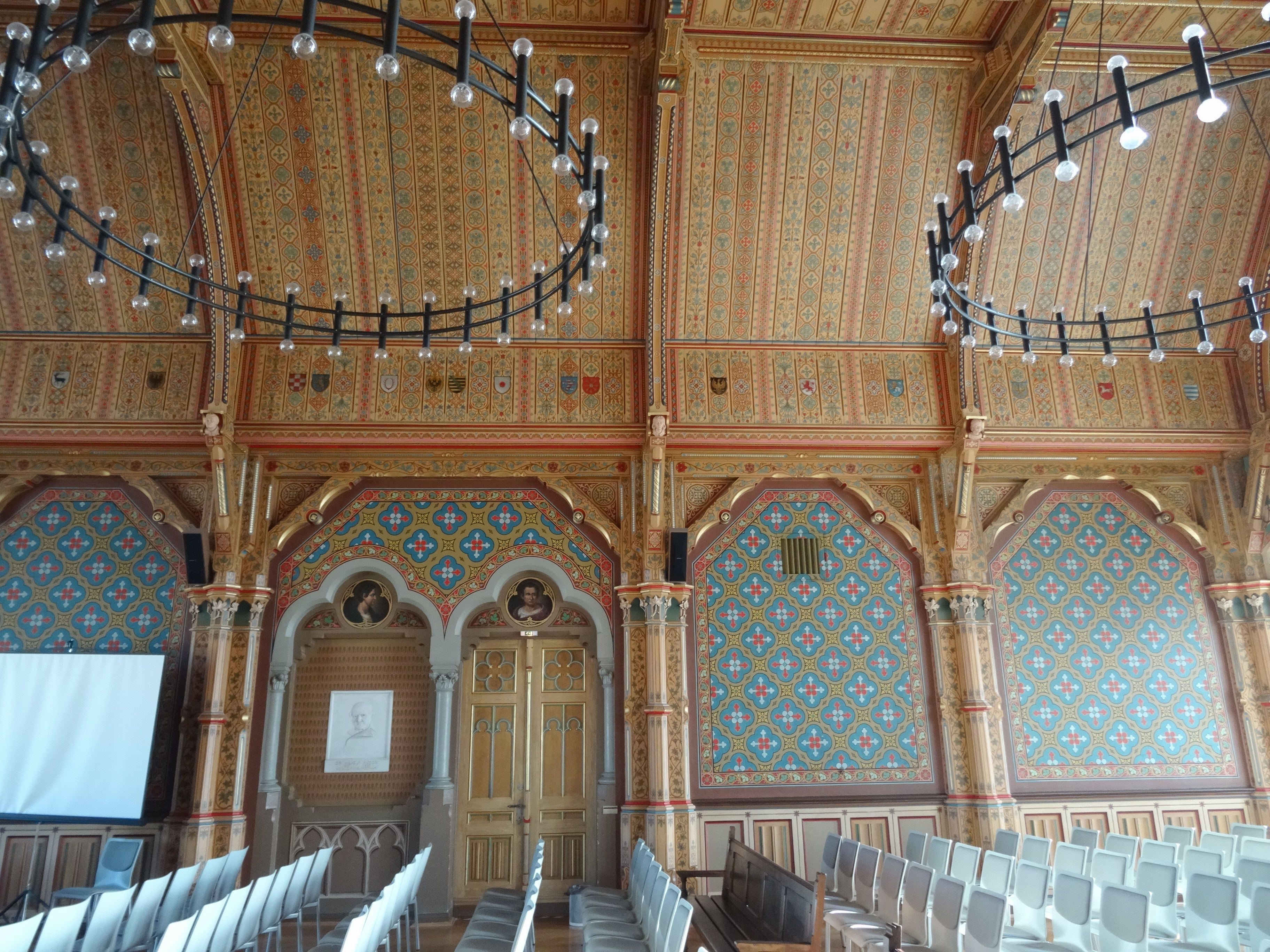
Wilhelm Kieser (erster Direktor des Gymnasiums), Relief von Max Klinger

- bis 1889: Wilhelm Kieser
- 1889–1898: Wilhelm Fritsch
- 1898–1910: Anton Funck
- 1910–1919: Karl Schnobel
- 1919–1945: August Kohl
- 1945–1946: Schneider
- 1946–1951: Hermann Schwesinger
- 1951: Jörns
- 1951: Klinger
- 1951–1970: Erich Löhrius
- 1970–1981: Heinz Rosenstiel
- 1981–1984: Norbert Tomaschek
- 1984–1990: Rolf Bilke
- 1990–1991: Egon Strödter
- 1991–1996: Renate Eichler
- 1996–2014: Egon Strödter
- seit 2014: Ingo Woythe

## Ehemalige Schüler
- Karl von Gerber (1823–1891), Jurist und Minister
- Thilo Irmisch (1816–1879), Botaniker, Heimatforscher und Gymnasiallehrer
- Edmund König (1858–1939), Gymnasiallehrer und freischaffender Philosoph
- Robert Kämmerer (1877–1914), Jurist, Bürgermeister und Abgeordneter
- Friedrich Lammert (1890–1956), Altphilologe und Historiker
- Edmund Picard (1876–1949), Geologe und Paläontologe
- Kurt Lindner (1906–1987), Unternehmer und Jagdhistoriker
- Heinrich Hermann Reinhold Hans-Joachim Lindner (1910–1995), Ingenieur und Unternehmer
- Michael Kohl (1929–1981), Diplomat, Leiter der ständigen Vertretung der DDR in der BRD
- Gerd Wechsung (* 1939), Mathematiker und Informatiker